# 大連地下鉄12号線
大連地下鉄12号線（だいれんちかてつ12ごうせん）は中華人民共和国遼寧省大連市を走行する大連地下鉄の鉄道路線である。ラインカラーは■紫色。以前は202路延伸線と呼ばれていた。

## 概要
全長は40.38 kmである。起点は1号線との接続駅である河口駅、終点は旅順新港駅である。駅数は8駅であり、うち河口駅が地下駅、他の7駅が高架駅である。

## 歴史
- 2014年5月1日：蔡大嶺駅 - 旅順新港駅間が開業[1]。
- 2017年5月4日：正式名称が「大連快軌8号線」から「大連軌道交通12号線」に変更[要出典]。
- 2017年6月7日：河口駅 - 蔡大嶺駅間が開業して全線開通[2]。。

## 駅一覧
| 駅名       | 駅名             | 駅名            | 駅間 キロ | 営業 キロ | 接続路線 | 所在地        | 所在地   |
| 日本語駅名 | 簡体字中国語駅名 | 英語駅名        | 駅間 キロ | 営業 キロ | 接続路線 | 所在地        | 所在地   |
| ---------- | ---------------- | --------------- | --------- | --------- | -------- | ------------- | -------- |
| 河口駅     | 河口站           | Hekou           |           | 0.0       | ■1号線   | 遼寧省 大連市 | 甘井子区 |
| 蔡大嶺駅   | 蔡大岭站         | Caidaling       |           |           |          | 遼寧省 大連市 | 甘井子区 |
| 黄泥川駅   | 黄泥川站         | Huangnichuan    |           |           |          | 遼寧省 大連市 | 旅順口区 |
| 龍王塘駅   | 龙王塘站         | Longwangtang    |           |           |          | 遼寧省 大連市 | 旅順口区 |
| 塔河湾駅   | 塔河湾站         | Tahewan         |           |           |          | 遼寧省 大連市 | 旅順口区 |
| 旅順駅     | 旅顺站           | Lüshun          |           |           |          | 遼寧省 大連市 | 旅順口区 |
| 鉄山駅     | 铁山站           | Tieshan         |           |           |          | 遼寧省 大連市 | 旅順口区 |
| 旅順新港駅 | 旅顺新港站       | Lüshun New Port |           | 40.38     |          | 遼寧省 大連市 | 旅順口区 |